# Tram Edison serie 434-443

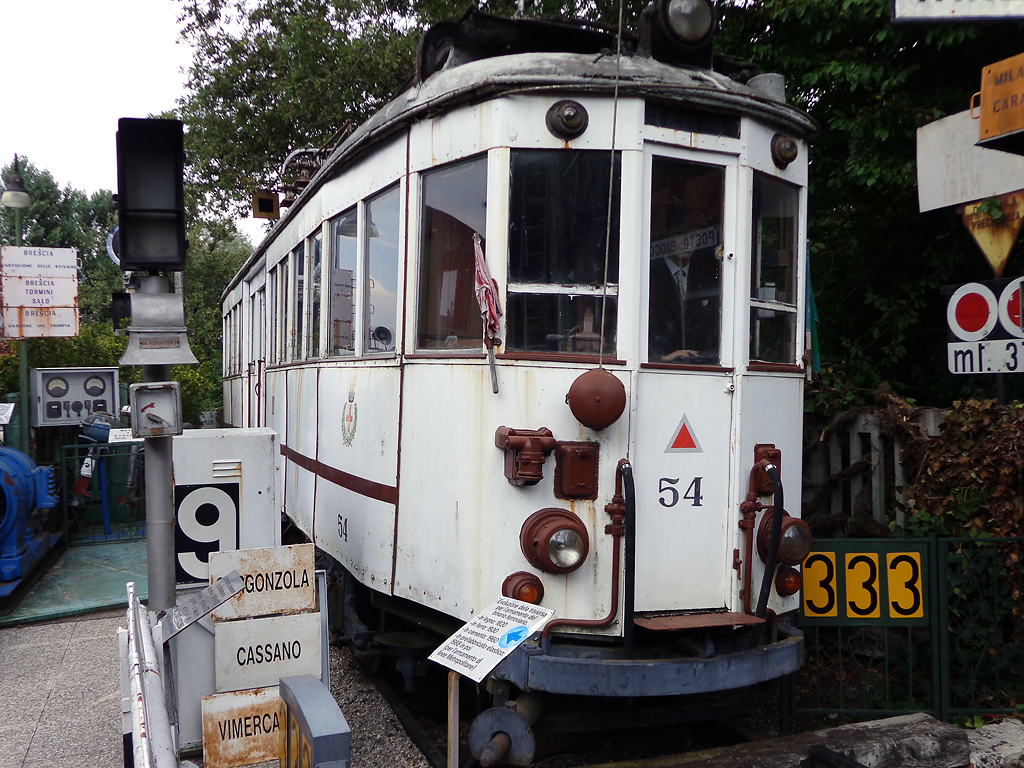
L'esemplare superstite n. 54 esposto al Museo dei trasporti Ogliari, vecchia sede di Ranco

Le vetture serie 434 ÷ 443 della Edison, note anche come "tipo Abbiategrasso", erano una serie di elettromotrici progettate per il traino di treni interurbani sulla tranvia Milano-Abbiategrasso.

## Storia
Si trattava di 10 elettromotrici a carrelli, a cassa di legno, costruite dalla Carminati & Toselli nel 1914, in grado di poter operare secondo lo standard di tensione di rete aerea a 600 volt.
Le "Abbiategrasso" superavano in dimensioni e potenza tutte le elettromotrici preesistenti e, pertanto, furono poste al traino dei treni più pesanti anche sulle linee Milano-Monza e Milano-Limbiate.
Nel 1919 le vetture furono incorporate nel parco della neocostituita STEL, subentrata alla Edison nella gestione delle tranvie elettriche interurbane. Fra il 1922 e il 1925 la nuova società provvedette a rinumerare il parco motore, sicché le "Abbiategrasso" assunsero i nuovi numeri 50 ÷ 59 in luogo dei previgenti 434 ÷ 443.
Nel 1939 le vetture passarono di proprietà all'ATM di Milano, mantenendo la stessa numerazione ma assumendo una nuova livrea in due toni di verde, con caratteristico disegno del frontale a scudo.
Dopo la seconda guerra mondiale le 10 unità erano ancora tutte in servizio; ciononostante nel 1957 il loro numero si era ridotto a 8. Le vetture erano state nel mentre ricarrozzate con una nuova finestratura, meno ampia e di forma squadrata, eliminando di fatto le originali aperture arcuate a cattedrale. Inoltre, per rispondere ai nuovi requisiti di circolazione imposti dal codice della strada, sul finire degli anni cinquanta, l'intero gruppo venne dotato di indicatori elettrici di direzione.
L'11 aprile 1963 la vettura numero 57 risultò vittima di un violento incidente, avvenuto sulla linea Milano-Carate: un autotreno travolse il tram all'incrocio con la superstrada "Nuova Valassina" (oggi SS36); pertanto in seguito a tale evento l'elettromotrice fu demolita. 
Quando venne soppressa la Milano-Corsico nel 1966 tutte le "Abbiategrasso" passarono alle linee della Brianza (Milano-Carate e Milano-Limbiate), dove rimasero destinate al servizio passeggeri fino alla fine degli anni settanta, prima di essere confinate a servizi di manovra o riserva.
Nel 1980 erano ancora presenti nel parco aziendale 7 unità, tra cui la numero 50, alla quale a fine carriera furono applicati i pantografi in sostituzione delle "perteghette" per la captazione dell'energia elettrica. Progressivamente tutte le vetture vennero accantonate e demolite, con l'eccezione dell'unità 54 (numero 438 fino al 1919), acquistata da Francesco Ogliari e collocata nel suo museo a Ranco (dopo averla sottoposta a un lieve intervento di restauro conservativo, riverniciandola in livrea bianca d'origine mantenendo lo stesso schema della carrozzeria realizzato nel dopoguerra, attraverso il ripristino parziale degli scompartimenti interni suddivisi per classi come in epoca STEL). A causa della chiusura della struttura museale la vettura è stata trasferita dal 2015 nel complesso di Volandia, dove si trova tuttora non funzionante e in precario stato di conservazione.